# Angelo Damiano
Angelo Damiano (Nàpols, 30 de setembre de 1938), és un ciclista italià, que fou professional entre 1965 i 1972. Es dedicà al ciclisme en pista.
El 1964 va prendre part en els Jocs Olímpics de Tòquio, tot guanyant una medalla d'or en la prova de tàndem, fent parella amb Sergio Bianchetto.
Com a professional no aconseguí cap victòria destacable.

## Palmarès
- 1963
  -  Campió d'Itàlia de tàndem amateur (amb Sergio Bianchetto)
  - 1r al Gran Premi de Copenhaguem de velocitat
- 1964
  -  Medalla d'or als Jocs Olímpics de Tòquio en tàndem